# Jacques Loysel (prédicateur)
Pour les articles homonymes, voir Jacques Loysel (homonymie) et Loysel.
Jacques Loysel, connu sous le nom de « Père Avis », est un religieux et prédicateur français.

## Biographie
Né à Beauvais, fils de Nicolas Loisel, échevin de Beauvais, et de Marie Vualon, il est le petit-fils de Pierre Loisel, seigneur du Prieuré d'Auneuil, maire de Beauvais en 1569, le neveu de Jean Avis Loysel et l'oncle d'Antoine Loysel.
Il devient maître ès arts, régent à Paris et docteur en théologie.
Devenu père cordelier (ordre mineur franciscain), à Beauvais, Loysel gagne une grande réputation en tant que prédicateur et par ses bonnes œuvres. Il est connu sous le surnom de « Père Avis ».